# Attributs du pharaon
Vous lisez un « article de qualité » labellisé en 2015.

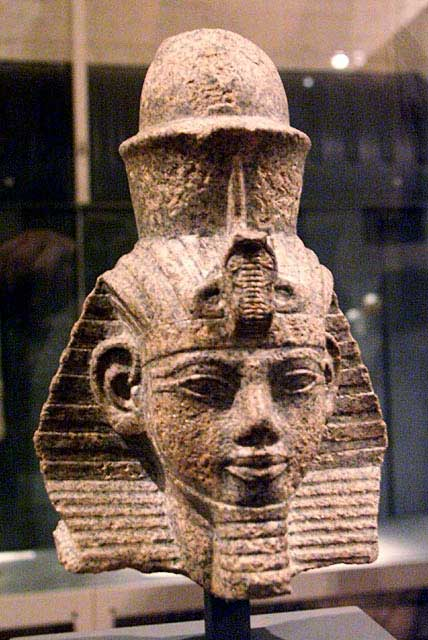
Le pharaon Amenhotep III et ses attributs, la coiffe-némès, le pschent, la barbe postiche et l’uræus.

Les attributs du pharaon ou regalia pharaoniques sont les objets symboliques de la royauté de l'Égypte antique (couronnes, coiffes, sceptres). En usage entre 3150 et 30 av. J.-C., ces attributs sont propres aux pharaons mais aussi à certains dieux tels Atoum, Rê, Osiris ou Horus. Dans la mythologie égyptienne, ces puissants dieux sont en effet considérés comme les détenteurs originels du pouvoir royal et comme les premiers souverains de la vallée du Nil.
Successeur des dieux, le pharaon ne paraît jamais tête nue en public eu égard à sa fonction sacro-sainte. Dans l’iconographie égyptienne, les attributs royaux apparaissent dès l'aube de la civilisation. Déjà sous la Ire dynastie, la couronne blanche de Haute-Égypte, en forme de mitre allongée, est portée très couramment par les souverains. Il en va de même pour la couronne rouge de Basse-Égypte, en forme de mortier, ainsi que pour la double-couronne pschent. Cette dernière s'adapte parfois à la coiffe-némès, un linge plissé et rayé. Plus tardive, la coiffe bleue khépresh est assez fréquente sous le Nouvel Empire. Puissant symbole de protection, le serpent-uræus ceint immanquablement le front royal en toute occasion.
Les sceptres sont d'autres symboles de  domination. La crosse-héqa et le flagellum-nekhekh, aux aspects pastoralistes, démontrent que le pharaon est le berger de son peuple, le guidant et le protégeant.
Parmi les autres attributs figurent la queue de taureau fixée à l'arrière du pagne, la barbe cérémonielle, les sandales et l'étui-mekes.

## Généralités

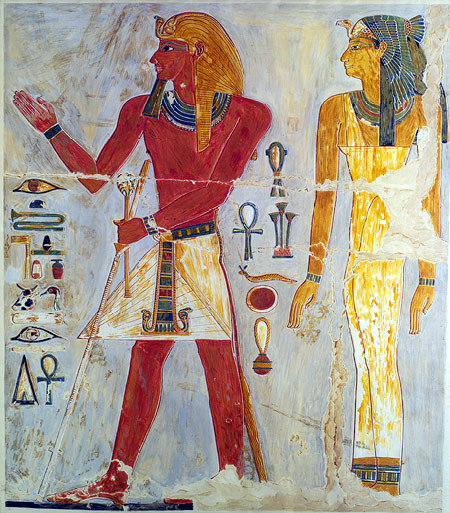
Représentation du pharaon Thoutmôsis Ier et de son épouse. Copie d'une fresque de Deir el-Bahari, XVIIIe dynastie.

Pendant toute l'histoire de l'Égypte pharaonique, les couronnes, sceptres, cannes et autres accessoires royaux tels les écharpes, sandales, pagnes, ou barbe cérémonielle ont joué le double rôle de protection et de puissance. Très prosaïquement, ces objets ont servi à distinguer le pharaon des autres humains. Tous ces objets sacrés ont aussi conféré à leur détenteur une autorité civile en tant que commandant suprême de l'administration étatique, une autorité militaire en tant que chef des armées et une autorité religieuse en tant que représentant terrestre des dieux.
Chaque regalia est porteuse de sa propre signification symbolique. Chacune d'elles est une puissante amulette magique dont le rôle est de protéger le pharaon de tout danger et d'éloigner loin de lui les forces hostiles qui hantent l'univers (démons invisibles, rebelles égyptiens, pays ennemis).
Certains de ces objets sont antérieurs à la fondation de l'État égyptien et sont déjà attestés durant la période prédynastique. D'autres se sont ajoutés sous la Ire dynastie. Durant la IIe dynastie, leurs fonctions se sont formalisées pour ne presque plus se modifier pendant les trois millénaires qu'a duré la royauté pharaonique.

## Couronnes

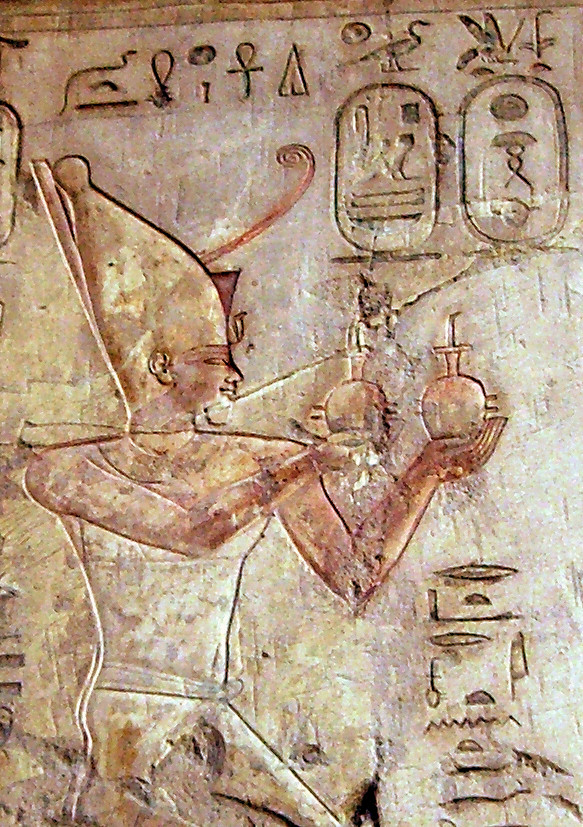
Psammétique Ier couronné du pschent - - Nécropole thébaine.

Le pharaon partage avec les divinités majeures le privilège de porter des couronnes. Ces couvre-chefs sacrés sont multiples et variés et certains se présentent comme des compositions complexes qui mêlent cornes, hautes plumes et uræus (couronnes hemhem, atef, ourerèt, hénou, etc.). Les trois couronnes royales sont les plus sobres. La couronne blanche est une sorte de mitre allongée terminée par un bulbe. La couronne rouge ressemble à un mortier dont la partie arrière remonte vers le haut et qui est dotée d'une tige terminée en spirale ; la khabet. Dès le cours de la Ire dynastie, ces deux couronnes ont fini par représenter respectivement la royauté de la Haute-Égypte et celle de la Basse-Égypte. Symbole du Sud et non sans liens avec l'inondation annuelle du Nil, la couronne blanche est portée par la déesse vautour Nekhbet et par Osiris, le dieu assassiné dont les lymphes sont à l'origine de la crue nilotique. Symbole du Nord et du Delta du Nil, la couronne rouge est portée par la déesse serpent Ouadjet et la déesse guerrière Neith.
Emboîtées l'une dans l'autre, les couronnes blanche et rouge forment la double-couronne pa-sekhemty, « les Deux Puissantes », que les Grecs par déformation linguistique ont dénommé pschent. Cette double couronne symbolise l'union du pays dont le pharaon est le garant. Au niveau divin, le pschent est porté par Atoum le dieu créateur, par Mout la parèdre d'Amon et par le faucon Horus, le protecteur de la double-monarchie et modèle archétypal de pharaon.
Les origines des couronnes blanche et rouge se perdent dans les brumes de la préhistoire mais toutes deux semblent provenir de la seule Haute-Égypte. La plus ancienne représentation de la couronne rouge figure dessinée sur une poterie trouvée à Nagada (Noubt) et datée de la période Nagada I (3800 / 3500 av. J.-C.). La plus ancienne représentation de la couronne blanche figure sur un encensoir découvert à Qustul en Basse Nubie (vers 3150 av. J.-C.), une localité liée à la ville égyptienne de Nekhen d'où est partie la volonté unificatrice de l'Égypte. De ce fait, durant toute l'histoire pharaonique, la supériorité de la couronne blanche sur la rouge est un fait attesté. La plus ancienne représentation du pschent — gravée sur une roche du désert occidental — remonte au règne de Djet (première dynastie). Par la suite, cette même couronne figure sur une étiquette en ivoire datée du règne de Den et trouvée à Abydos. Selon Bernadette Menu, égyptologue française, la documentation archaïque laisse à penser que les deux couronnes, avant d'être des marqueurs géographiques, ont été les indicateurs des deux principaux rôles joués par le pharaon. Coiffé de la couronne blanche, il repousse le désordre en massacrant ses ennemis une massue à la main, tandis que coiffé de la couronne rouge, il amène la prospérité en arpentant les champs et en procédant au recensement des troupeaux.

Couronnes pharaoniques
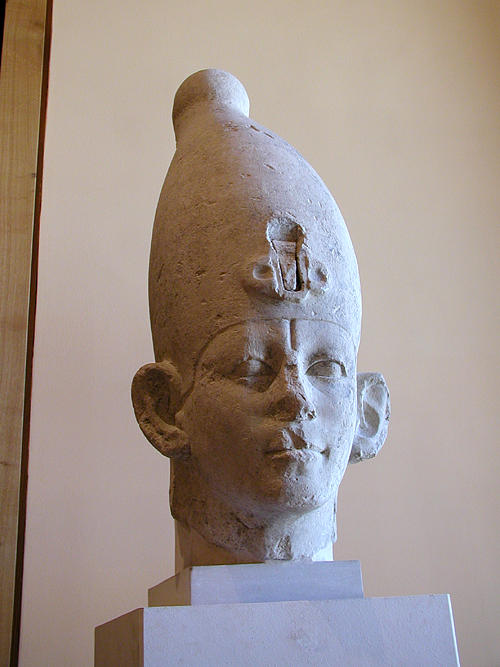
Sésostris III coiffé de la couronne blanche, Musée du Louvre.
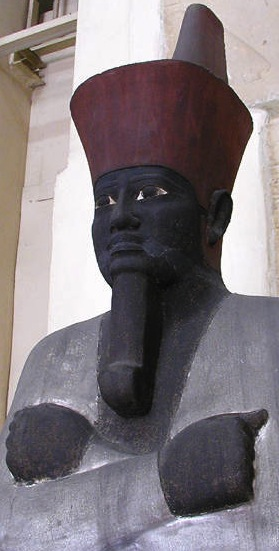
Montouhotep II coiffé de la couronne rouge, Musée du Caire.
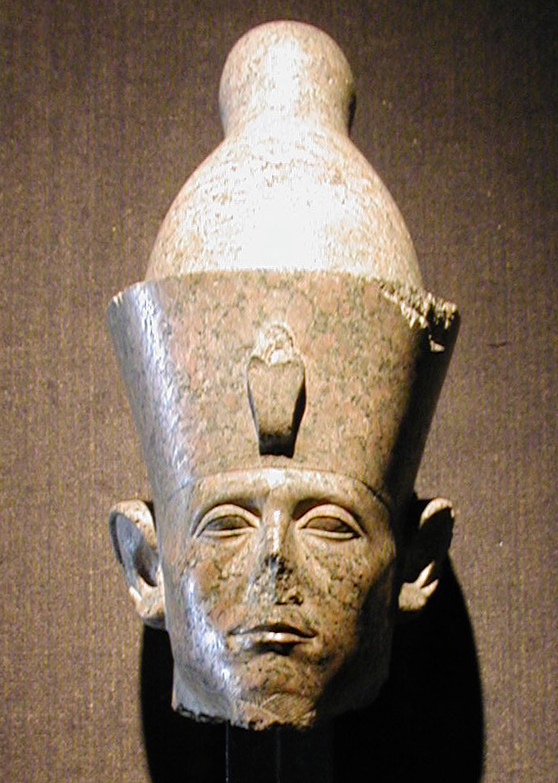
Sésostris III couronné du Pschent, Musée de Louxor.

## Coiffes
Sans être des couronnes, certaines coiffes sont réservées aux dieux et au pharaon. Le némès est un linge plissé et rayé de couleur bleu lapis-lazuli et jaune. Porté sur la tête, il enveloppe entièrement la chevelure et retombe sur la poitrine et derrière les épaules où il est rassemblé dans une sorte de tresse. Au niveau du front est placé un serpent-uræus qui, la gorge dilatée, est prêt à foudroyer un éventuel agresseur. Lorsque le pharaon ne revêt pas le némès, il se contente parfois d'une simple perruque, gonflée sur l'arrière, le khat, ceint du bandeau retenant l'uræus. Le némès semble n'être porté que dans un contexte cultuel lorsque le pharaon officie auprès des dieux ou dans un contexte funéraire. La plus ancienne attestation remonte à une statue du roi Djéser (IIIe dynastie) déposée dans le serdab de la pyramide à degrés (vers 2650 av. J.-C.). La représentation la plus colossale de cette coiffe est celle du sphinx de Gizeh dont la tête représente un souverain de la IVe dynastie : Khéops ou Khéphren. Dans le tombeau de Toutânkhamon (XVIIIe dynastie) redécouvert en 1922, la tête de la momie royale portait un masque funéraire en or finement ouvragé. Le pharaon est montré portant le némès avec au front les symboles des déesses Nekhbet et Ouadjet (vautour et uræus). Dans la statuaire royale, de multiples représentations montrent le souverain portant la coiffe-némès où celle-ci sert de support à la double-couronne pschent.

Némès
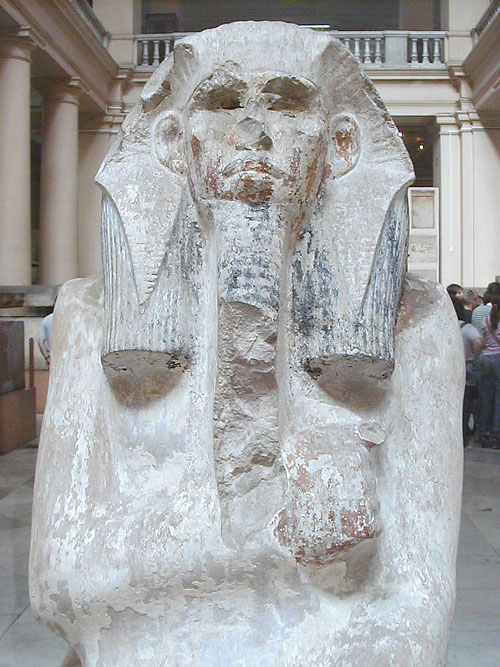
Statue funéraire de Djéser, IIIe dynastie, Musée égyptien du Caire.
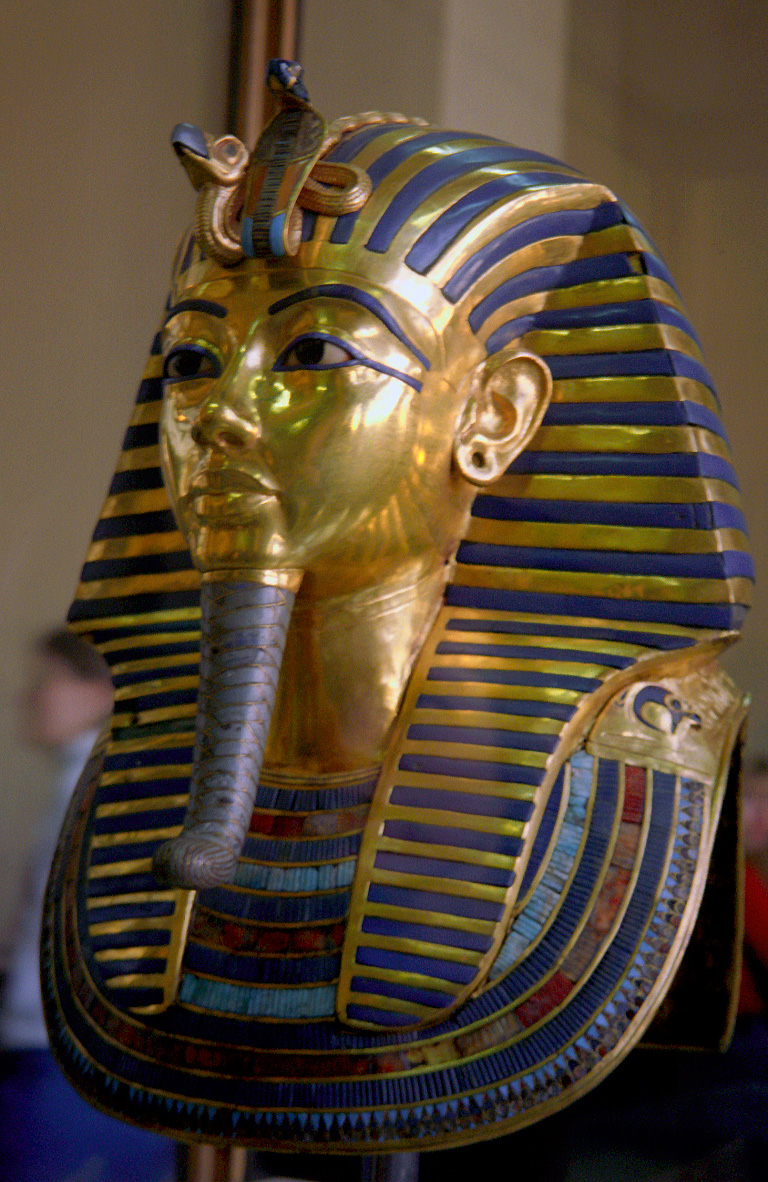
Masque funéraire de Toutânkhamon, XVIIIe dynastie, Musée égyptien du Caire.
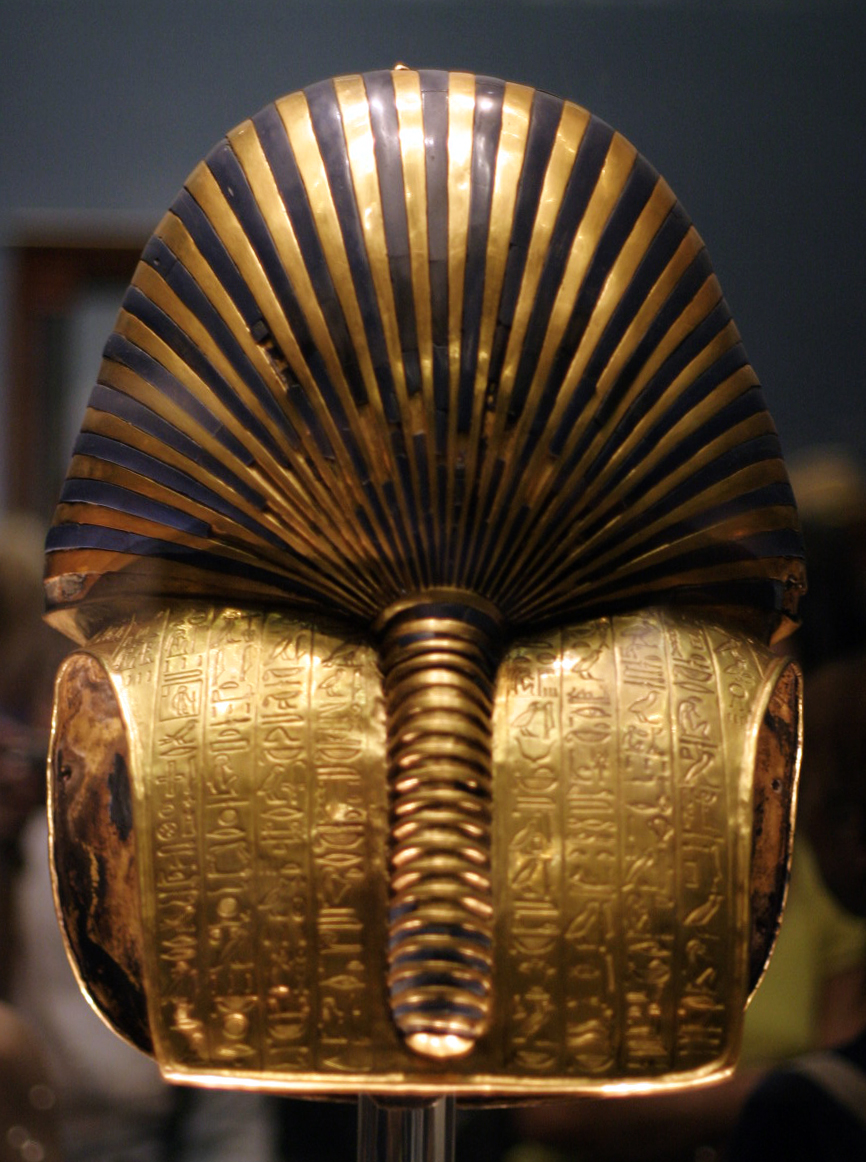
Vue sur l'arrière du Némès.
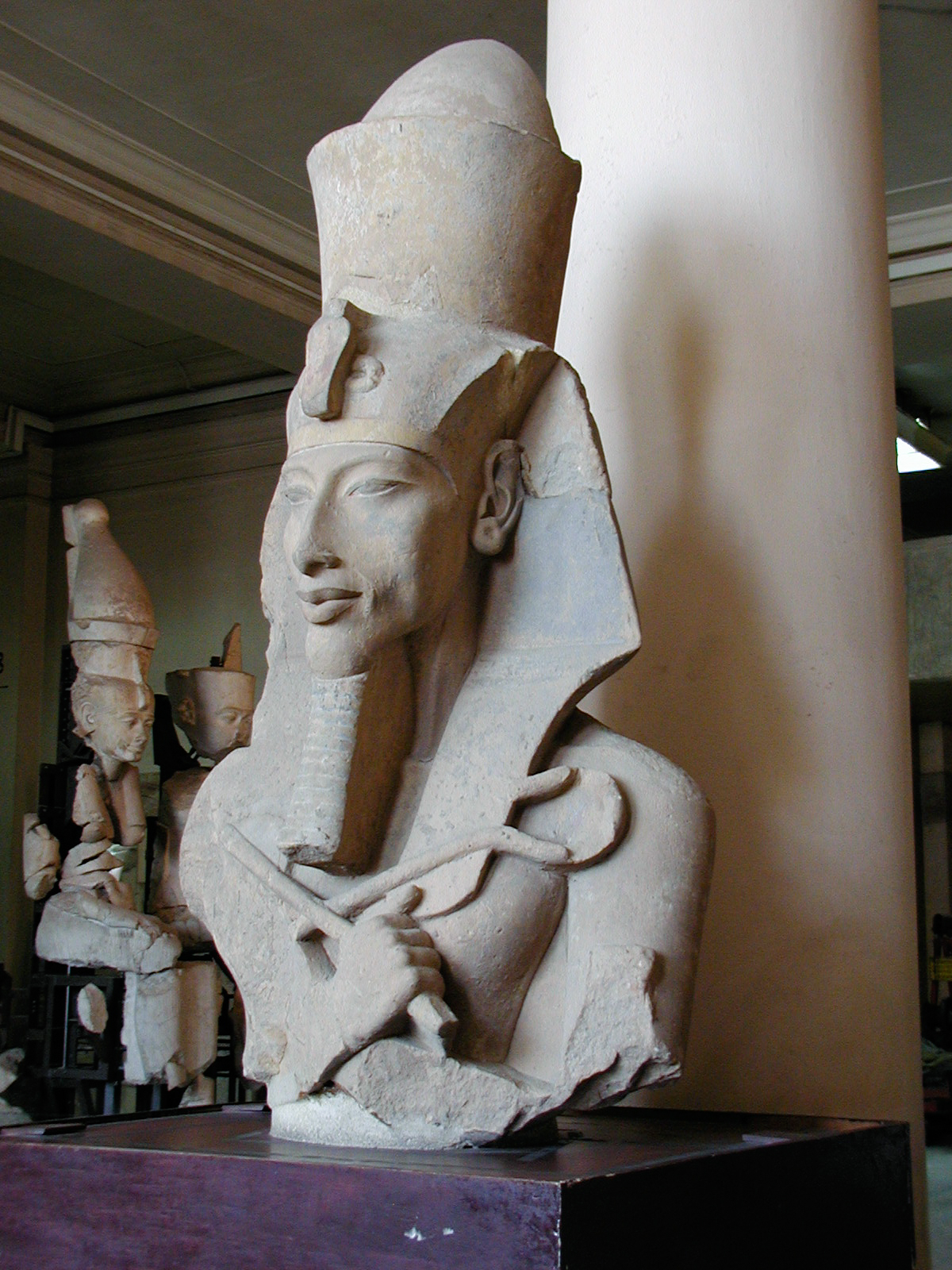
Akhenaton coiffé du némès et du pschent, XVIIIe dynastie, Musée égyptien du Caire.

Surnommé la « couronne bleue », le khépresh est un couvre-chef tardif exclusivement réservé à l'usage des seuls pharaons. Il apparaît à la fin du Moyen Empire mais ne devient fréquent que sous les XVIIIe et XIXe dynasties lorsque les souverains sont au combat. Cette coiffe est relativement haute, en forme de bulbe et parsemée de nombreuses petites pastilles circulaires dorées. À tort, le milieu égyptologique a longtemps considéré cette coiffe comme un casque de guerre en fer car le souverain la porte assez fréquemment dans les scènes de batailles, lors des parades militaires ou lors de certaines célébrations religieuses comme la fête de Min. Il s'agit en fait d'un signe distinctif propre au monarque, une marque de triomphe, probablement confectionnée en tissu ou en cuir.

Khépresh
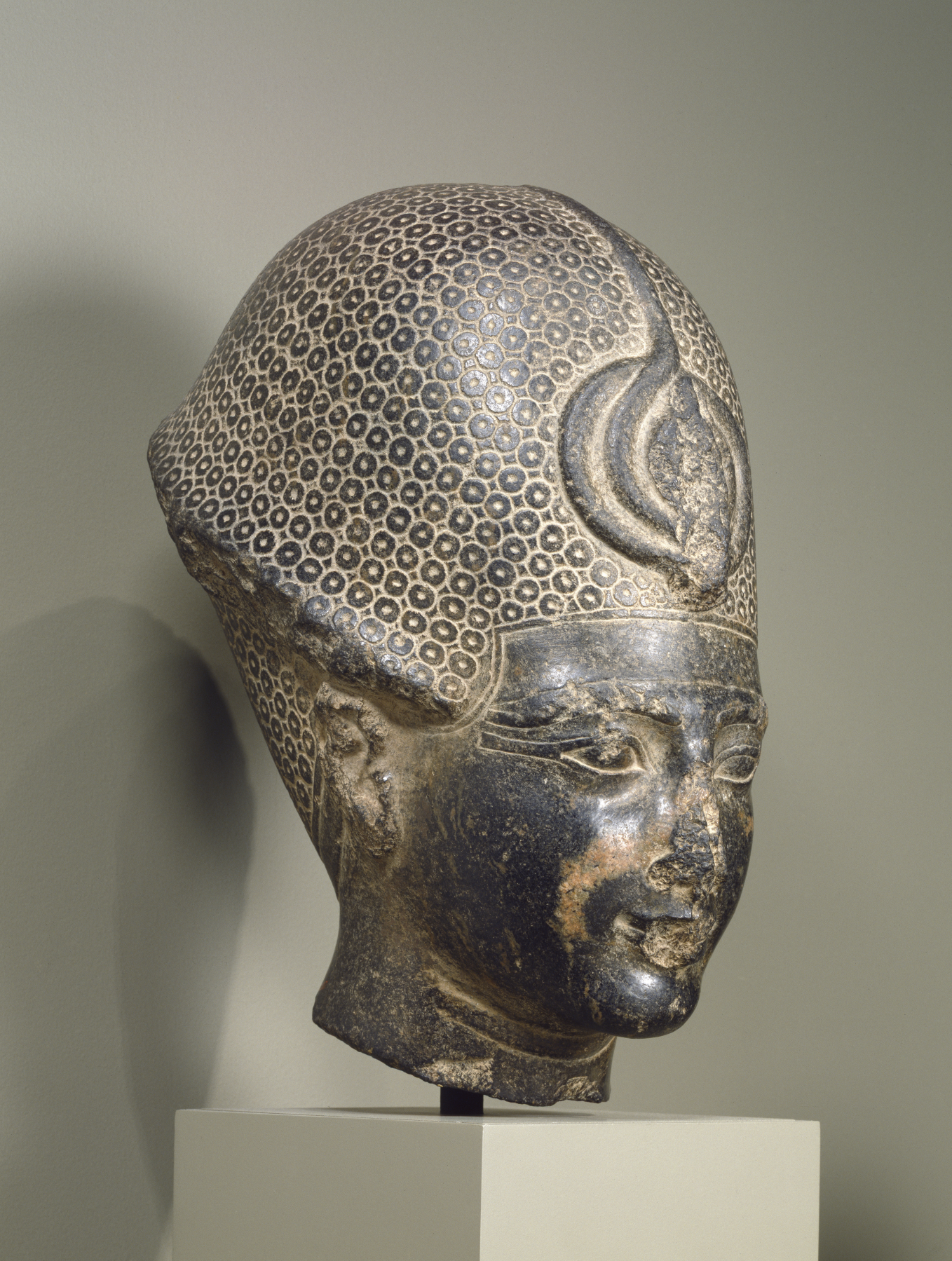
Tête d'Amenhotep III, XVIIIe dynastie, Walters Art Museum.
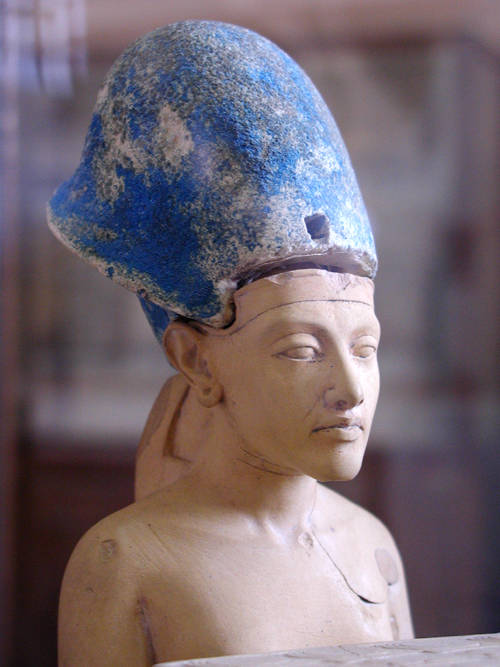
Buste d'Akhenaton, XVIIIe dynastie, Musée égyptien du Caire.
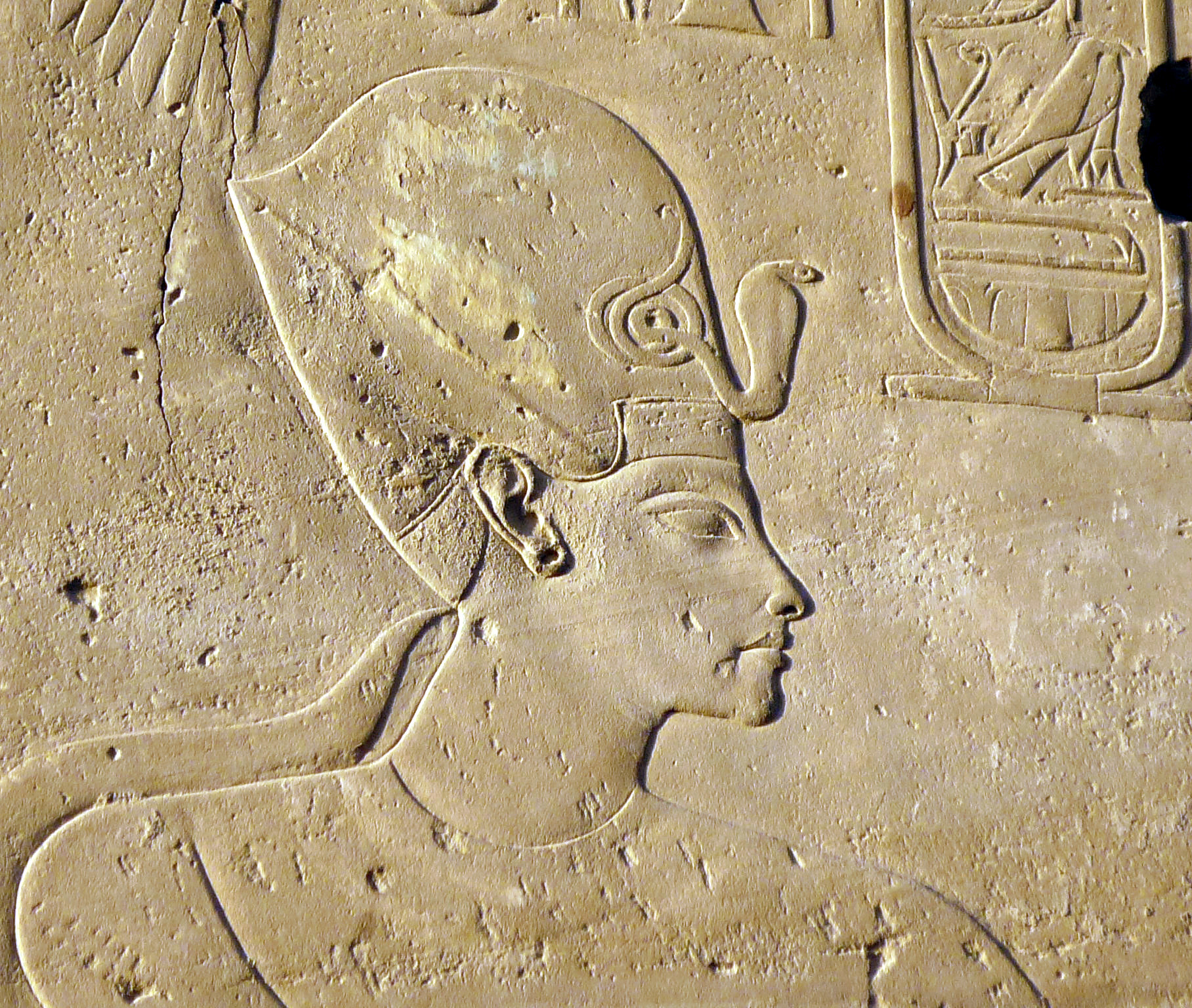
Horemheb sur un bas-relief de Louxor, XVIIIe dynastie.
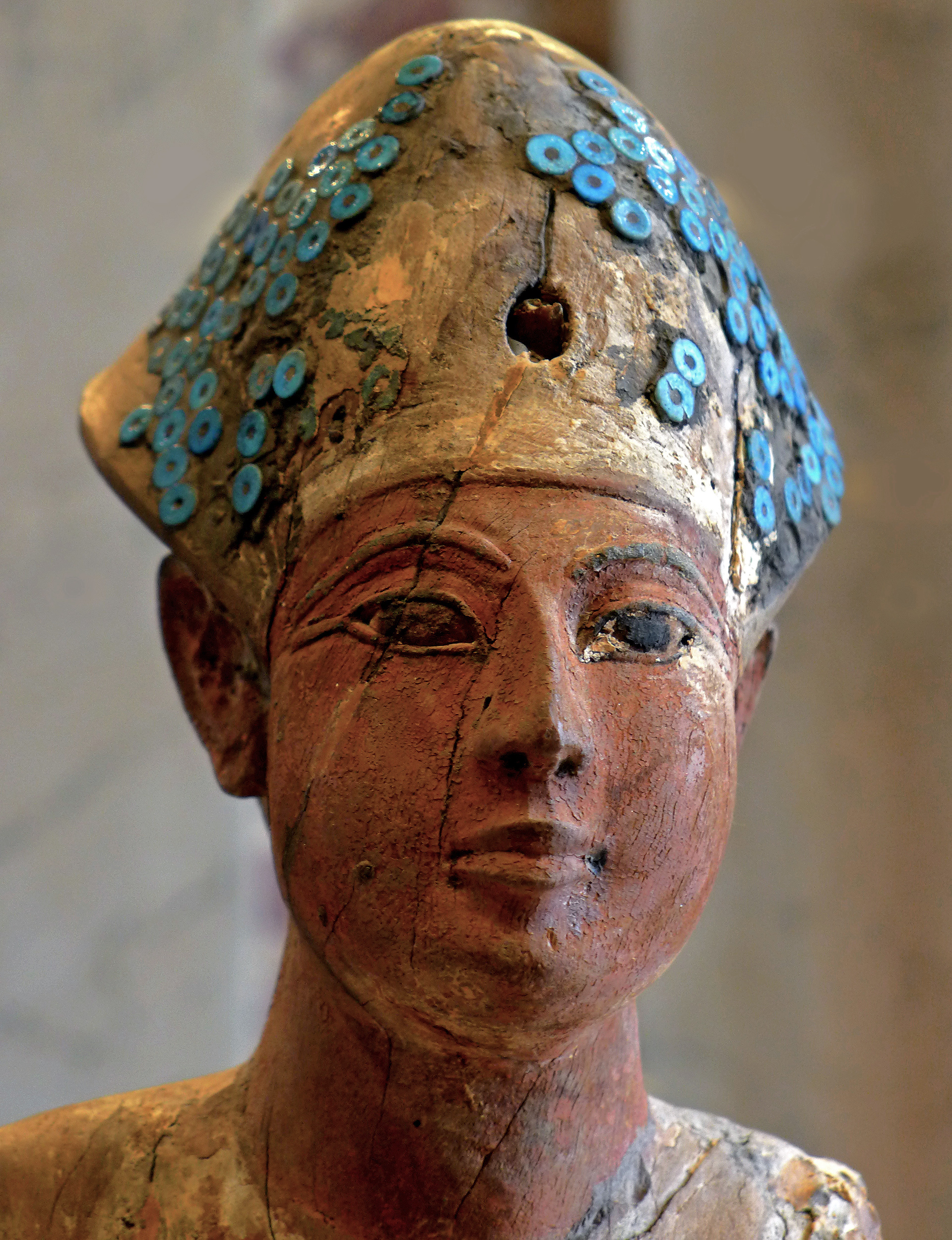
Statuette de Ramsès II, XIXe dynastie, Musée du Louvre.

## Uræus

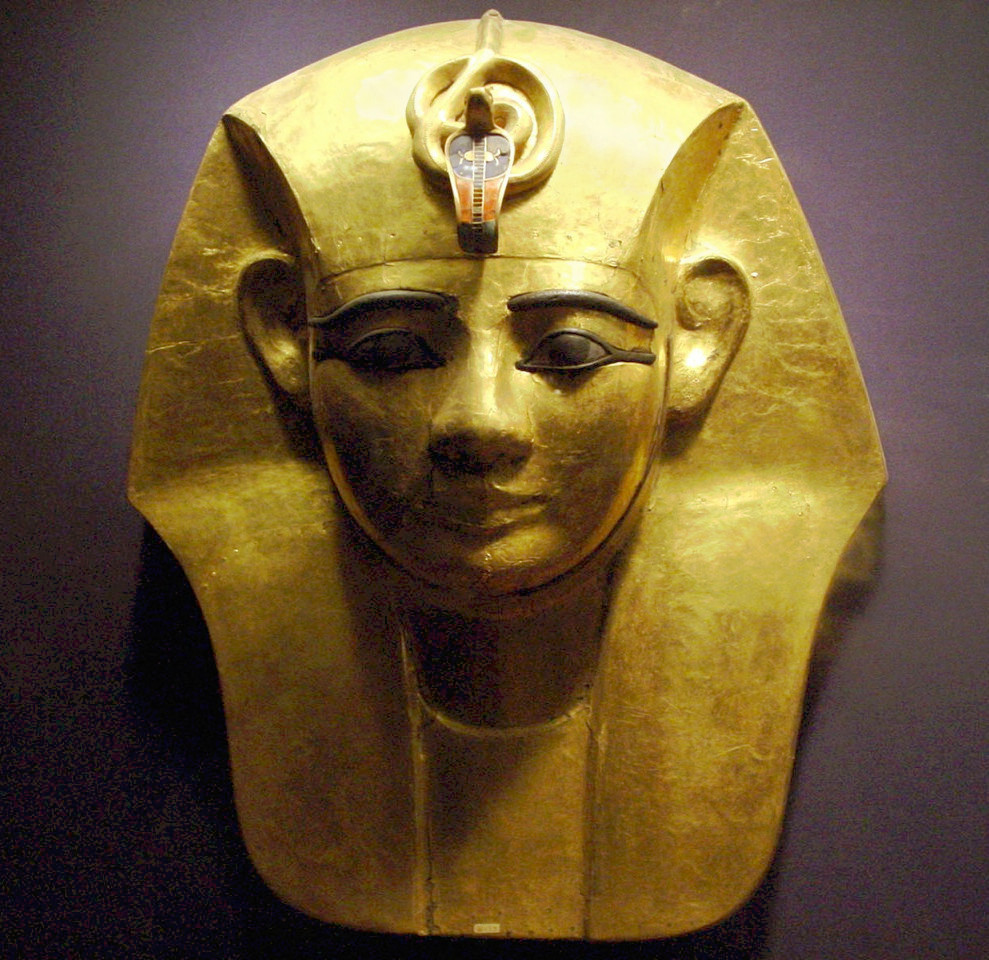
Masque funéraire du roi Amenemopet muni d'un uræus au front - - Musée égyptien du Caire.

Le mot uræus est la forme latinisée d'un terme grec dérivant de iâret, le nom égyptien du cobra qui signifie aussi « monter, s'élever, se dresser ». On voit ce serpent, prêt à l'attaque, fixé sur le front des dieux, des pharaons, et parfois des reines. En tant qu'insigne pharaonique, l'uræus est un ornement fixé sur les couronnes (blanche, rouge, pschent) et sur les coiffes (némès, khépresh). La plus ancienne représentation de l'uræus sur un front royal remonte au règne de Den (Ire dynastie) sur une étiquette en ivoire qui montre le roi en train d'assommer un ennemi. Le cobra est un des aspects de l'Œil de Rê qui peut aussi prendre l'apparence d'une femme (le mot œil est du genre féminin en égyptien) ou d'une lionne dangereuse. La fonction de l'uræus est claire. Ce serpent femelle est un puissant symbole de protection, de pouvoir et de bienfaisance. Fixé au front du pharaon, le cobra crache le feu de son venin à l'encontre des ennemis du royaume. Le reptile endosse ainsi un pouvoir à la fois agressif et apotropaïque face aux forces malfaisantes du chaos. Dans les plus anciennes scènes royales, le pharaon est précédé par un courtisan qui porte une enseigne où figure le canidé Oupouaout « L'Ouvreur de Chemin » debout sur ses quatre pattes et accompagné d'un uræus protecteur. Le serpent figure seul sur le front de Pharaon lorsque ce dernier est vivant. Dans la mort, le souverain porte le cobra et la tête de vautour, à savoir Ouadjet et Nekhbet, les deux déesses protectrices du Double-Pays égyptien. Tel est le cas sur les sarcophages anthropomorphes de Toutânkhamon, sur ses ouchebtis et sur ses vases canopes. Sur le front des pharaons nubiens de la XXVe dynastie figurent deux serpents ; peut-être pour symboliser leur double puissance, sur la Nubie d'où ils sont issus et sur l'Égypte qu'ils ont tenté de conquérir, sans jamais y parvenir entièrement dans le delta du Nil tenu par la XXVIe dynastie.

## Sceptres

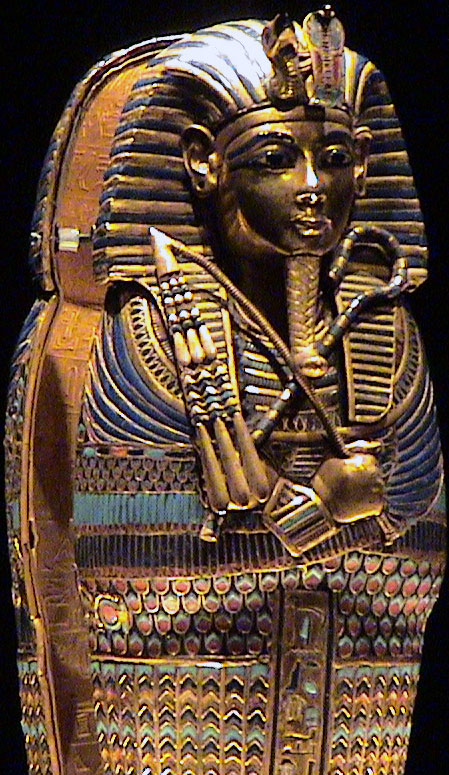
Toutânkhamon les deux sceptres à la main (sarcophage). XVIIIe dynastie.

Le sceptre-héqa est sûrement le plus ancien symbole de la domination pharaonique. Il représente une crosse de berger qui est un bâton avec une extrémité recourbée. Le crochet et son écartement sont conçus pour saisir un ovidé ou un capridé (brebis, chèvre) par la patte arrière afin de lui administrer des soins. La symbolique de la crosse pharaonique est simple à analyser. Reflet des aspects pastoralistes de la société égyptienne, le pharaon est le berger de son peuple, le guidant et le protégeant. Dans l'écriture hiéroglyphique, l'image de la crosse sert d'idéogramme au concept de « pouvoir / autorité / souveraineté » et sert à noter les mots « gouverneur régional » et « souverain étranger ». Les deux plus anciens exemplaires connus proviennent de la nécropole royale d'Abydos (Cimetière U). Le premier est fragmentaire et remonte à la fin de la période Nagada II tandis que le second est complet et date de la fin de la période prédynastique. Ce dernier a été trouvé dans la tombe U-j où un dirigeant thinite a été enseveli, peut-être le roi Scorpion. La plus ancienne représentation montrant un pharaon avec un sceptre Héqa dans la main est une petite statuette au nom de Ninetjer (IIe dynastie). Dans l'autre main, ce même personnage tient le fléau-nekhekh (ou flagellum). Souvent faussement présenté comme un chasse-mouche, le nekhekh sert en fait à aiguillonner les bovidés. Lui aussi, se présente donc comme un objet symbolique issu de la mentalité agricole égyptienne très marquée par les valeurs de l'élevage. Avec le développement du culte osirien à partir de la IVe dynastie, le sceptre-héqa et le fléau-nekhekh deviennent les attributs d'Osiris ; le dieu funéraire tenant l'un et l'autre dans ses deux mains et croisés sur la poitrine. Par assimilation avec cette importante divinité, les pharaons sont eux aussi figurés dans cette posture notamment sur les piliers osiriaques de leurs monuments d'éternité et sur leurs sarcophages.

## Queue de taureau

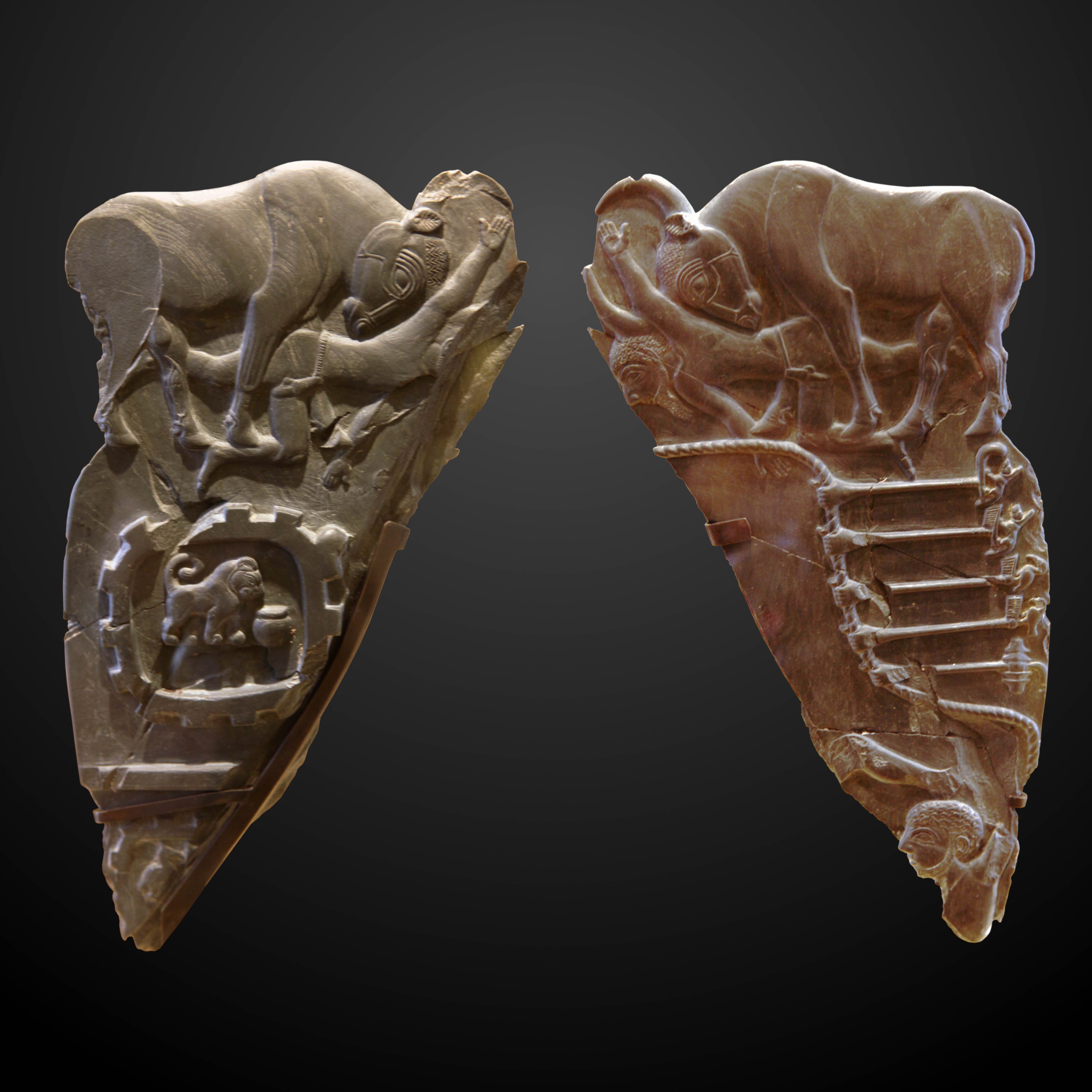
Fragment de la Palette au taureau, Période prédynastique, Musée du Louvre.

Le monde animal a grandement influencé l'iconographie royale lors de la formation de l'État pharaonique. Sur plusieurs palettes à fard commémoratives datées de la Période prédynastique, le pharaon est représenté sous la forme animale. Il s'agit alors de montrer que le souverain égyptien est tout imprégné des forces surnaturelles de la nature. Sur la Palette du champ de bataille, le pharaon est montré sous la forme d'un lion tandis que sur la Palette au taureau et sur la Palette de Narmer (verso, registre inférieur) il apparaît tel un taureau furieux. Il piétine ses ennemis vaincus figurés comme des hommes en déroute, paniqués et aux corps démantibulés. Le lion et le taureau sont deux animaux qui symbolisent la férocité. Lorsque le souverain s'approprie ces apparences, il s'agit d'un moyen pictural que les artistes ont utilisé pour montrer son rôle de défenseur de la Création et d'opposant farouche aux forces du chaos. Durant les deux premières dynasties (ou Période thinite), l'iconographie royale se codifie. Durant ce processus, les représentations du pharaon sous la forme entièrement animale sont abandonnées. Les références au monde de la nature sont toutefois conservées mais apparaissent sous des modalités plus subtiles. La puissance innée du taureau, à savoir sa virilité et sa force, est évoquée par le moyen de la queue de taureau portée par le pharaon, suspendue à l'arrière de son pagne. La plus ancienne représentation connue figure sur la Massue du roi Scorpion. À partir de là, la queue de taureau devient un attribut canonique du costume pharaonique jusqu'à la fin de la royauté égyptienne.

## Barbe
Le visage du pharaon est généralement montré glabre, rasé de près. Sur un rare ostracon en pierre blanche figure un dessin d'un roi mal rasé. Le témoignage du grec Hérodote nous apprend qu'en Égypte, les proches parents d'un défunt se laissent pousser la barbe et ne se coupent plus les cheveux. Par là, nous savons qu'il s'agit d'un nouveau pharaon en deuil de son prédécesseur. La barbe cérémonielle (ou barbe postiche) est cependant un insigne royal attesté dès la période prédynastique. Le pharaon partage cet attribut avec les divinités mâles et cela sert à le distinguer du commun des mortels. La barbe se présente comme une longue barbiche artificielle tressée, droite ou recourbée au bout, portée au menton et fixée aux oreilles par un long fil doré. La pharaonne Hatchepsout (XVIIIe dynastie), en tant que détentrice du pouvoir suprême, n'a pas hésité à porter cet attribut typiquement masculin.

Barbe
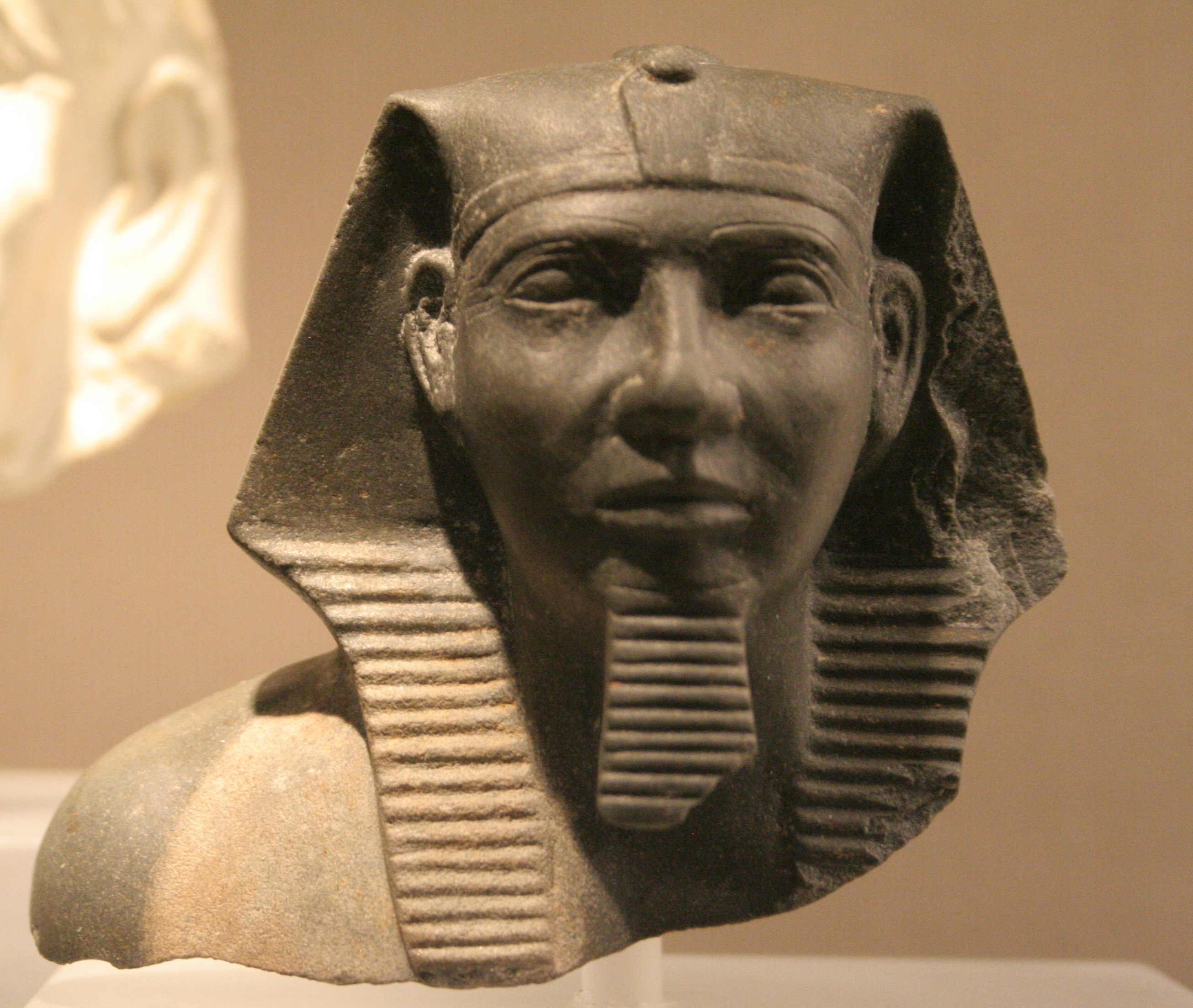
Le roi Khéphren coiffé du némès et portant la barbe - IVe dynastie - Musée égyptien de Leipzig.
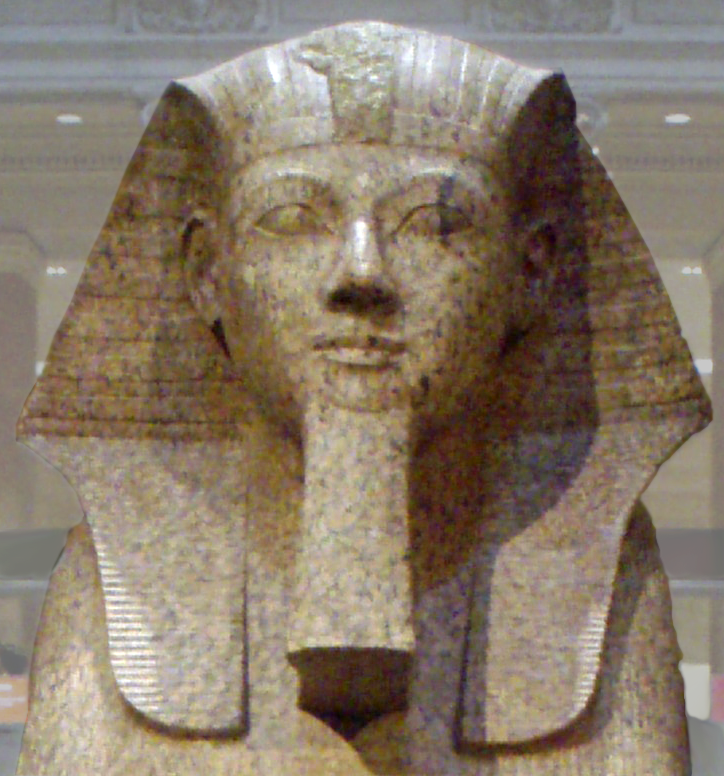
Hatchepsout - XVIIIe dynastie - Metropolitan Museum.

## Sandales

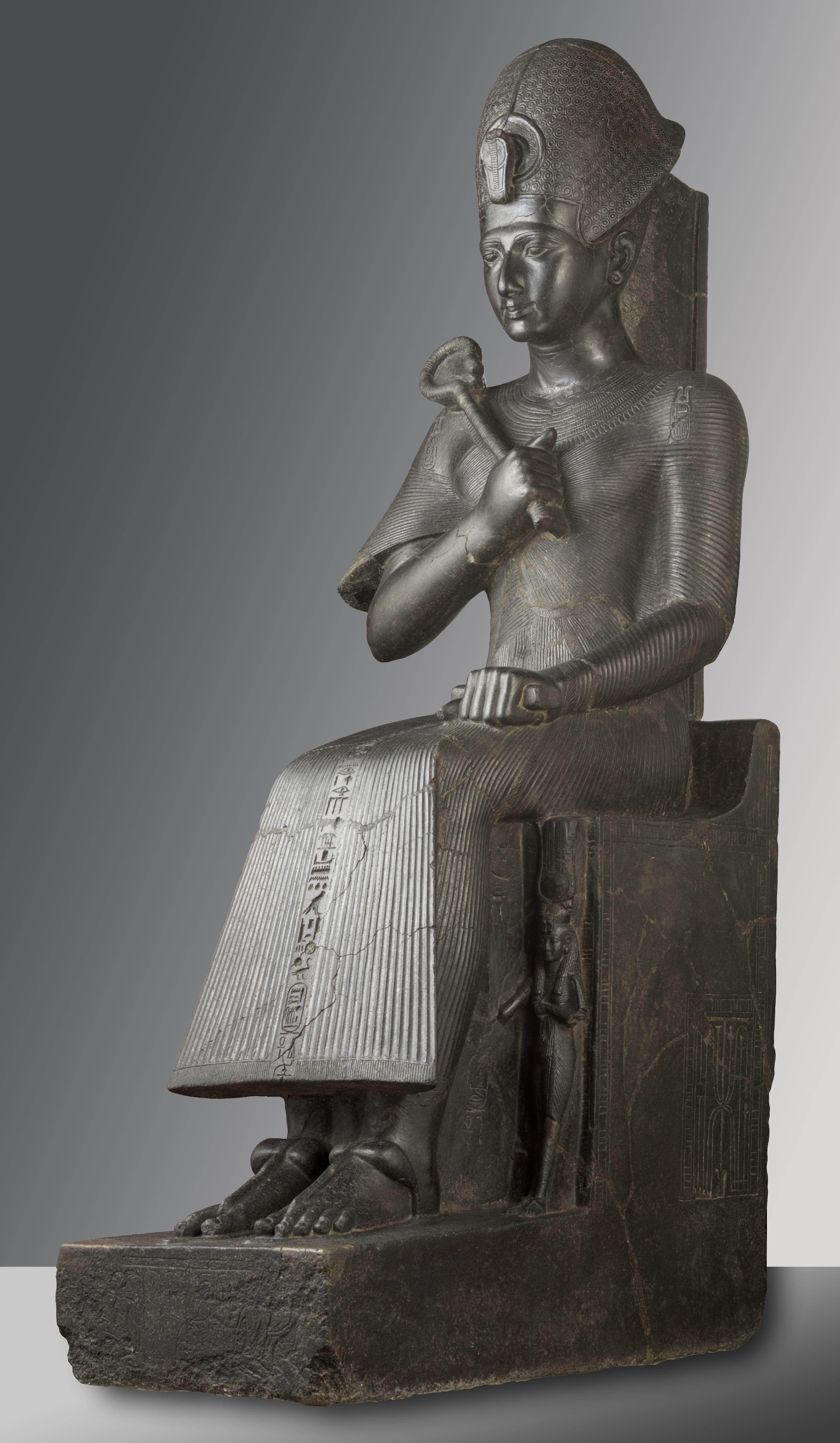
Ramsès II assis sur son trône, chaussé de ses sandales, coiffé d'un khépresh muni de l'uræus et tenant le sceptre-héqa et l'étui-mekes - - Musée égyptologique de Turin.

Les sandales chaussées par le pharaon sont elles aussi imprégnées d'une symbolique religieuse car elles constituent le point de contact entre lui et le territoire sur lequel il exerce son pouvoir. Sous la Ire dynastie, le recto et le verso de la Palette de Narmer montrent un courtisan spécialement chargé de les tenir à la main tandis que le roi vaque pieds nus à des rituels. Plus tard, le porte-sandale occupe une fonction administrative d'importance du fait de son intimité avec son maître. Dans le discours et l'imagerie officiels, le rôle symbolique des sandales royales est mis en lien avec le mythe de la lutte entre l'ordre et le chaos. Le rôle premier du pharaon est d'écraser les ennemis de l'Égypte représentés par les habitants des contrées voisines (Nubiens, Libyens, Asiatiques). Pour détourner les influences maléfiques, des ennemis ligotés sont représentés sur le tabouret placé devant le trône ou sur le pavement des chaussées processionnelles. Chaque fois que le souverain foule de ses pieds ces représentations, la victoire pharaonique est symboliquement consommée. Dans chaque cas, les agents de la victoire sont les sandales, les ennemis du pays étant placés sous elles.

« Oui ! Nous assurons sa protection physique en repoussant pour lui les Neuf arcs, puisque tu l'as choisi parmi des millions pour accomplir ce qui plaît à notre ka. Nous lui donnons ainsi la durée de Rê et les années d'Atoum, tous les pays étant sous ses sandales, à jamais - oui, à jamais ! »

— Paroles de l'Ennéade à Amon-Rê et en faveur de Ramsès II. Traduction de Nicolas Grimal.

## Étui-mekes
La documentation la plus ancienne fait du mekes une sorte de sceptre qui a l'apparence d'un bâton-massue. L'objet est mentionné sous cette forme dans les Textes des pyramides gravés dans les sépultures des pharaons Ounas et Pépi Ier. Par la suite, durant le Nouvel Empire, il s'agit d'un petit rouleau, une sorte d'étui, que le roi tient fermement dans une de ses mains. Dans la statuaire, sous la XIXe dynastie, Ramsès II est très couramment représenté avec cet attribut. Selon les termes du discours royal, l'étui-mekes est censé contenir un décret divin rédigé par Thot. Ce document fait du pharaon, à l'instar d'Osiris et d'Horus, l'héritier de Geb, le dieu de la terre. La transmission de cet héritage terrestre est aussi très souvent le fait du dieu thébain Amon. Le décret est connu sous le nom d’imit-per et se présente comme un acte de propriété ou une sorte d'inventaire décrivant les possessions du domaine royal,.

« Je place mon temple sous ta responsabilité, ô mon père vénérable. J'ai dressé un état écrit de ses biens, que tu puisses avoir en main : j'ai constitué pour toi une imit-pert à partir de toutes les listes qui étaient en ma possession, de sorte qu'ils soient établis à jamais à ton nom. Car j'administre pour toi les Deux-Terres, conformément à l'héritage que tu m'as imparti à ma naissance. »

— Paroles de Ramsès III à Amon-Rê - Médinet Habou. Traduction de Nicolas Grimal.